# Сходинкова огранка

Огранка сходинкова

Огранка сходинкова — один з видів ограновування дорогоцінних каменів.
Являє собою такий тип огранювання, при якій фасет розташовуються один над одним, форма верхнього майданчика — багатокутник, бічні грані мають форму трапеції або рівнобедрених трикутників.